# Rednex
Rednex is een van oorsprong Zweedse muziekgroep die halverwege de jaren 1990 enkele grote internationale hits scoorde. Het bekendst zijn ze van de hits "Cotton Eye Joe" en "Old Pop in an Oak". Beide nummers zaten in het genre Countryhouse, een ongebruikelijke mengeling van country en house-muziek.

## Geschiedenis
Rednex is opgericht in Stockholm in 1992. De groep verhuisde al snel naar Amsterdam, vanwege het uitgaansklimaat in deze stad en de invloed daarvan op de internationale housescene.
De samenstelling van Rednex is in de loop van de jaren meerdere keren gewisseld. In Nederland heeft de groep drie hits gescoord, naast het eerder genoemde "Cotton Eye Joe", dat de nummer 1-positie haalde, en "Old Pop in an Oak" scoorde Rednex ook met de ballad "Wish You Were Here".
In Duitsland is Rednex de groep die sinds 1980 de meeste weken op nummer 1 heeft gestaan, met een totaal van 25 weken. De bandnaam Rednex verwijst naar rednecks, ofwel personen die afkomstig zijn uit de zuidelijke staten van de Verenigde Staten. Dit zijn de staten waaruit de countrycultuur afkomstig is; de cultuur die duidelijk naar voren komt in de videoclips van Rednex.
Zanger Anders Sandberg, bijnaam Dågger, overleed in januari 2024 op 55-jarige leeftijd.

## Discografie
| Single met eventuele hitnotering(en) in de Nederlandse Top 40 | Datum van verschijnen | Datum van binnenkomst | Hoogste positie | Aantal weken | Opmerkingen |
| ------------------------------------------------------------- | --------------------- | --------------------- | --------------- | ------------ | ----------- |
| Cotton Eye Joe                                                | 1994                  | 06-08-1994            | 1(2wk)          | 15           | Alarmschijf |
| Old Pop in an Oak                                             | 1994                  | 03-12-1994            | 11              | 7            | Alarmschijf |
| Wish You Were Here                                            | 1995                  | 27-05-1995            | 26              | 9            |             |
| The Way I Mate                                                | 1999                  | 04-03-2000            | 58              | 5            |             |
| The Spirit of the Hawk                                        | 2000                  | 29-07-2000            | 78              | 4            |             |

| Single met hitnotering(en) in de Vlaamse Ultratop 50 | Datum van verschijnen | Datum van binnenkomst | Hoogste positie | Aantal weken | Opmerkingen |
| ---------------------------------------------------- | --------------------- | --------------------- | --------------- | ------------ | ----------- |
| Cotton Eye Joe                                       | 1994                  | 03-09-1994            | 1               | 21           |             |
| Old Pop in an Oak                                    | 1994                  | 10-12-1994            | 2               | 12           |             |
| Wish You Were Here                                   | 1995                  | 10-06-1995            | 50              | 1            |             |

- International Standard Name Identifier: 0000 0001 1541 0676
- Library of Congress Control Number: n2003081183
- MusicBrainz: 64585ad9-a908-422f-b675-8ab7386d5164
- Nationale Bibliotheek van Tsjechië: mzk2003189321
- Virtual International Authority File: 168492085